# AMD K8
AMD K8 (auch bekannt als AMD Hammer) ist der Codename einer Mikroprozessorgeneration von AMD, die ab 2003 die Nachfolge der AMD K7-Mikroprozessoren angetreten hat. Die Bezeichnung AMD K8 steht dabei in der Tradition der K5-, K6- und K7-Generationen. Hauptneuerung der K8-Generation ist die AMD64-Mikroarchitektur und die Integration des Speichercontrollers in den Prozessor.

## Technische Details

Architektur der K8-Prozessoren

Die K8-Prozessoren erzielen den größten Teil ihrer Leistungssteigerung gegenüber den K7-Prozessoren durch vergrößerte bzw. verbesserte Caches sowie Verbesserungen an den Vorstufen der Recheneinheiten (TLB, Sprungvorhersage etc.). Außerdem wurden die Speicher-Latenzen deutlich reduziert, da der Speichercontroller aus der Northbridge in den Prozessor selbst verlagert wurde. Die Pipelines wurden von 10 auf 12 Stufen verlängert. „Pack“ und das nachfolgende „Decode“, das im Blockdiagramm zu sehen ist, wird von diesen beiden zusätzlichen Pipelinestufen verarbeitet.
Nicht alle Mikroprozessoren der K8-Generation unterstützen AMD64. Für den Niedrigpreisbereich wurden von AMD zunächst reine 32-Bit-CPUs entwickelt und unter den Namen Sempron sowie Mobile Sempron vermarktet. Alle CPUs der K8-Generation unterstützen neben MMX, Extended 3DNow! und SSE die Streaming SIMD Extensions 2; modernere Steppings darüber hinaus auch die Streaming SIMD Extensions 3.
Zur „Verbesserung der Sicherheit eines Computers“ führte AMD in der K8-Generation die Technik des NX-Bits ein. Sie sollte verhindern, dass Programme beliebige Daten als Programm ausführen und auf diese Weise Schadcode (Viren, Backdoors u. ä.) starten.
Als weitere wichtige Neuerung führte AMD zusätzlich zu dem erstmals in Großserie eingesetzten energiesparenden Silicon-on-Insulator-Prozess mit Cool’n’Quiet eine Stromspartechnik ein, die zuvor nur bei Notebook-CPUs zu finden war. Beide Maßnahmen führten zu einer stark reduzierten Verlustleistung im Teillastbetrieb der CPU und sind sicherlich einer der Gründe für die Popularität des Athlon 64.

## Marktbedeutung
Schon die Mikroprozessoren der AMD-K7-Generation waren erheblich weniger stromhungrig als die der Intel-Konkurrenz mit NetBurst-Architektur, und die hohen Verlustleistungen dieser Intel-Prozessoren führten zu erheblichen Marktverschiebungen. Wurde AMD zu K7-Zeiten noch wegen geringerer maximaler Taktraten im Vergleich zum Pentium 4 als „Billiglieferant“ kritisiert, so konnte sich AMD mit dem Athlon 64 nun ebenbürtig zu Intel positionieren. AMD gelang es, nun auch große Unternehmen, die zuvor treu zu Intel gestanden hatten, als Kunden zu gewinnen.

## Namensgebung
Während AMD bei den Desktop-Prozessoren dem Produktnamen Athlon treu blieb, wurde mit dem Opteron im Serversegment eine neue Marke etabliert, um das schlechte Image des glücklosen AMD Athlon MP abzulegen und einen Anlauf in diesem gewinnträchtigen Segment starten zu können. Der Opteron konnte innerhalb weniger Jahre einen großen Marktanteil gewinnen.
Parallel dazu wurde im Low-Cost-Segment der Markennamen „Duron“ durch Sempron ersetzt. Auch wenn die ersten Semprons noch zur K7-Generation zählten, zahlte sich auch dieser Schritt aus, da der Sempron wesentlich besser als der Duron angenommen wurde.
Nachdem AMD im Notebooksektor nicht die erwünschten Erfolge erzielen konnte, wurde unter dem Namen Turion 64 eine spezielle stromsparende Variante (K8L) auf den Markt gebracht, der auch durchaus einige Marktanteile erringen konnte. Allerdings blieb in diesem Segment der endgültige Durchbruch aus.

## Prozessoren der K8-Generation
Folgende Prozessorfamilien von AMD basieren auf der K8-Generation:
- Athlon 64
- Athlon 64 FX
- Mobile Athlon 64
- Mobile Sempron
- AMD Opteron
- Sempron
- Turion 64

## Nachfolger und Derivate
Die Low-Power-Varianten werden bei AMD intern auch als  K8L bezeichnet, wobei das angehängte „L“ für Low(-Power) steht. Diese unterscheiden sich aber nicht in ihrer Mikroarchitektur von den restlichen K8-Prozessoren, lediglich die Stromaufnahme ist geringer.
Die Doppelkernprozessoren auf Basis der K8-Generation werden hingegen zur K9-Generation gezählt.
Der Nachfolger des K8 und K9 ist der AMD K10.